# Кокарє
Кокарє (словен. Kokarje) — поселення в общині Назарє, Савинський регіон, Словенія. Висота над рівнем моря: 361,1 м.